# Wilhelm Dilthey
Wilhelm Dilthey (n. 19 noiembrie 1833 — d. 1 octombrie 1911) a fost un istoric, sociolog, teoretician literar și filosof german.
Dilthey este considerat empirist, în contrast cu idealismul german preponderent în acea perioadă, însă punctul său de vedere în ceea ce privește empiricul și experimentalul este diferit de empirismul britanic și de pozitivism, în ceea ce privește asumpțiile epistemologice și ontologice centrale, asumpții care sunt extrase din literatura germană și tradiția filosofică .

## Sociologia
Dilthey a fost interesat de ceea ce noi azi numim sociologie, deși nu a fost de acord să fie considerat sociolog deoarece în acea perioadă sociologia reprezenta doar concepțiile lui Auguste Comte și Herbert Spencer. Obiecțiile sale s-au îndreptat asupra asumpțiilor evoluționiste ale acestora, conform cărora există schimbări necesare prin care toate organizările sociale trebuie sa treacă. De asemenea, a criticat metoda natural-științifică a acestora.

## Distincția între științele naturii și științele umane
O preocupare care l-a urmat toată viața a fost aceea de stabili bazele teoretice și metodologice pentru științele umane, distincte dar în aceeași măsură științifice ca și cele din științele naturii. Dilthey a sugerat ca orice experiență umană are două părți: cea a lumii înconjurătoare, condusă de legile necesității obiective, și cea a experienței interioare, caracterizată de dominația voinței, responsabilitatea pentru acțiuni, capacitatea de a supune totul în fața rațiunii și de a se împotrivi la orice din fortăreața libertății propriei persoane.
Dilthey și-a susținut folosirea termenului de știința spiritului, în lucrările sale considerâend că orice alt termen echivalent (științe sociale, etc) surprinde doar un aspect dar pierde din vedere fenomenul central prin care toate celelalte sunt percepute și de care sunt stâns legate - spiritul uman. Pentru Dilthey spiritul nu este o entitate abstractă lipsită de substanță ci trebuie înțeles în contextul vieții sociale concrete a indivizilor.